# NGC 6820
NGC 6820 је емисиона маглина у сазвежђу Лисица која се налази на NGC листи објеката дубоког неба.
Деклинација објекта је + 23° 5' 15" а ректасцензија 19h 42m 28,0s. Привидна величина (магнитуда) објекта NGC 6820 износи 7,3 а фотографска магнитуда 15,0. NGC 6820 је још познат и под ознакама IRAS 19403+2258.